# Rödbröstad sparvuggla
Rödbröstad sparvuggla (Glaucidium tephronotum) är en fågel i familjen ugglor inom ordningen ugglefåglar.

## Utseende och läte
Rödbröstad sparvuggla är en knubbig liten uggla med grått huvud och fläckad rostanstruken undersida. På stjärtspetsen syns tre vita fläckar som syns tydligt i flykten. Arten liknar kongosparvugglan, men är mindre och saknar tvärband på undersidan.Huvudlätet är en mycket långsam serie med hoanden. 

## Utbredning och systematik
Rödbröstad sparvuggla delas in i tre underarter med följande utbredning:
- Glaucidium tephronotum tephronotum – förekommer i skogar i Liberia, Elfenbenskusten och Ghana
- Glaucidium tephronotum pycrafti – förekommer i skogar i södra Kamerun
- Glaucidium tephronotum medje – förekommer i Kongofloden avrinningsområde till Demokratiska republiken Kongo, östra Uganda och västra Kenya

## Levnadssätt
Rödbröstad sparvuggla hittas i fuktiga skogar. Den är ofta aktiv och ljudlig även under dagen, när den mobbas av upprörda flockar med tättingar. 

## Status och hot
Arten har ett stort utbredningsområde, men tros minska i antal, dock inte tillräckligt kraftigt för att den ska betraktas som hotad. Internationella naturvårdsunionen IUCN listar arten som livskraftig (LC).